# 木下康仁
木下 康仁（きのした やすひと、1953年3月 - 2024年3月18日）は、日本の社会学者。立教大学名誉教授。聖路加国際大学大学院看護学研究科特命教授。

## 経歴
- 1976年3月 立教大学社会学部社会学科 卒業
- 1979年6月 カリフォルニア大学ロサンゼルス校（UCLA） Asian American Studies Center 修士課程 修了
- 1984年9月 カリフォルニア大学サンフランシスコ校（UCSF), Human Development and Aging Program 博士課程 修了
- 1984年～92年度 (財)日本老人福祉財団 老年学研究室室長等
- 1993年4月 立教大学社会学部社会学科 助教授
- 1994年4月 教授
- 1988年10月～11月 スウェーデン ルンド大学 建築学部 建築機能分析学科 客員教授
- 1998年4月～99年3月 オーストラリア ラ・トローブ大学 リンカーン老年学研究所 客員研究員
- 2018年4月～ 立教大学名誉教授
- 2018年4月～ 聖路加国際大学大学院看護学研究科特命教授
- 2024年3月 死去

## 著書
単著　
- 『老人ケアの社会学』医学書院，1989
- 『福祉社会スウェーデンと老人ケア』勁草書房，1992
- 『老人ケアの人間学』医学書院，1993
- 『ケアと老いの祝福』勁草書房，1997
- 『グラウンデッド・セオリー・アプローチ：質的実証研究の再生』弘文堂，1999
- 『グラウンデッド・セオリー・アプローチの実践：質的研究への誘い』　弘文堂、2003
- 『ライブ講義　M-GTA』弘文堂、2007　（韓国で翻訳出版、2017）
- 『改革進むオーストラリアの高齢者ケア』東信堂、2007
- 『質的研究と記述の厚み：M-GTA・事例・エスノグラフィー』弘文堂、2009
- 『グラウンデッド・セオリー論（現代社会学ライブラリー17）』弘文堂、2014
- 『シニア 学びの群像：定年後ライフスタイルの創出』弘文堂、2018
- 「定本 M-GTA：実践の理論化をめざす質的研究方法論』医学書院、2020

編著
・『分野別実践編グラウンデッド・セオリー・アプローチ』弘文堂、2005
・『ケアラー支援の実践モデル』ハーベスト社、2014
共著
- Refuge of the Honored: social organization in a Japanese Retirement Community, Y. Kinoshita and C.W. Kiefer, University of California Press，1992．
- The Political-economy Perspective of Health and Medical Care Policies for the Aged in Japan In: Elder Care, Welfare State and Distributive Justice, eds. by S. Ingman and D. Gill, State University of New York Press, 1994
- Older People in an International Local Context: the Cases of Japan and Sweden, Els-Marie Anbacken and Yasuhito Kinoshita, eds., The Vårdal Foundation, Sweden, 2008
- 「他者の人生：ライフコース研究への誘い」In：『未知なる日常への冒険：高校生のための社会学』ハーベスト社、2009
- 「ケアラーという存在」In:『親密性の福祉社会学：ケアが織りなす関係』庄司洋子編、東京大学出版会、2013
- 「ヘルスリサーチにおける質的研究」「修正版グラウンデッド・セオリー・アプローチと健康領域での活用」In:『ヘルスリサーチの方法論』井上洋二編、放送大学教育振興会、2013

### 翻訳
- アンセルム・ストラウス他『慢性疾患を生きる：ケアとクオリティライフの接点』共訳、医学書院、1987
- バーニー・グレイザー、アンセルム・ストラウス『「死のアウェアネス理論」と看護：死の認識と終末期ケア』、医学書院、1988
- パット・セイン編『老人の歴史』、東洋書林、2009
- クリスティ・W・キーファー『文化と看護のアクションリサーチ：保健医療への人類学的アプローチ』、医学書院、2010